# Józef Faruga
Józef Faruga ps. „Granat”, „Ferdek”, „Kwiatek” (ur. 26 kwietnia 1922 w Bestwince, zm. 12 kwietnia 1991) – polski działacz partyjny i komunistyczny, oficer Gwardii Ludowej i Armii Ludowej, w latach 1949–1950 I sekretarz Komitetu Wojewódzkiego PZPR w Białymstoku, w latach 1950–1951 przewodniczący Głównego Komitetu Kultury Fizycznej.

## Życiorys
Syn Antoniego i Katarzyny, uczył się w gimnazjum w Bestwince oraz w Centralnej Szkole Partyjnej PPR/PZPR (1948–1949). Podczas okupacji zaangażowany w konspirację, organizował podsłuchy radiowe i współpracował z biuletynem Stowarzyszenia Przyjaciół ZSRR. Od czerwca 1943 działał w Gwardii Ludowej pod pseudnomimem „Granat”, został w nim dowódcą okręgu Bielsko w ramach Obwodu V Śląskiego. Po jej przekształceniu w Armię Ludową od sierpnia 1944 do stycznia 1945 był komendantem Obwodu V (śląskiego), który wcześniej utracił łączność z dowództwem (nadal kierował też okręgiem Bielsko). W 1944 został członkiem konspiracyjnej Powiatowej Rady Narodowej w Bielsku. Od 1945 organizował w miejscu zamieszkania m.in. organy bezpieczeństwa i Milicję Obywatelską.
Od 1942 członek Polskiej Partii Robotnicznej, następnie od grudnia 1948 Polskiej Zjednoczonej Partii Robotniczej. W ramach PPR był kolejno sekretarzem organizacyjnym Komitetu Miejskiego w Bielsku (1945–1946), II sekretarzem Komitetu Wojewódzkiego w Białymstoku (1946), instruktorem w Wydziale Organizacyjnym Komitetu Centralnego (1946–1947) oraz sekretarzem Komitetu Powiatowego w Chrzanowie (1947–1948). Od sierpnia 1948 do września 1949 instruktor w Komitecie Centralnym PZPR. Następnie od 1949 do 1950 zajmował stanowisko I sekretarza Komitetu Wojewódzkiego PZPR w Białymstoku (według innych danych był sekretarzem). W latach 1950–1951 przewodniczący Głównego Komitetu Kultury Fizycznej, w tym samym okresie był sekretarzem Zarządu Głównego Związku Młodzieży Polskiej.
Został pochowany na cmentarzu wojskowym na Powązkach (kw. D35-1-7).